# Armin Jähne

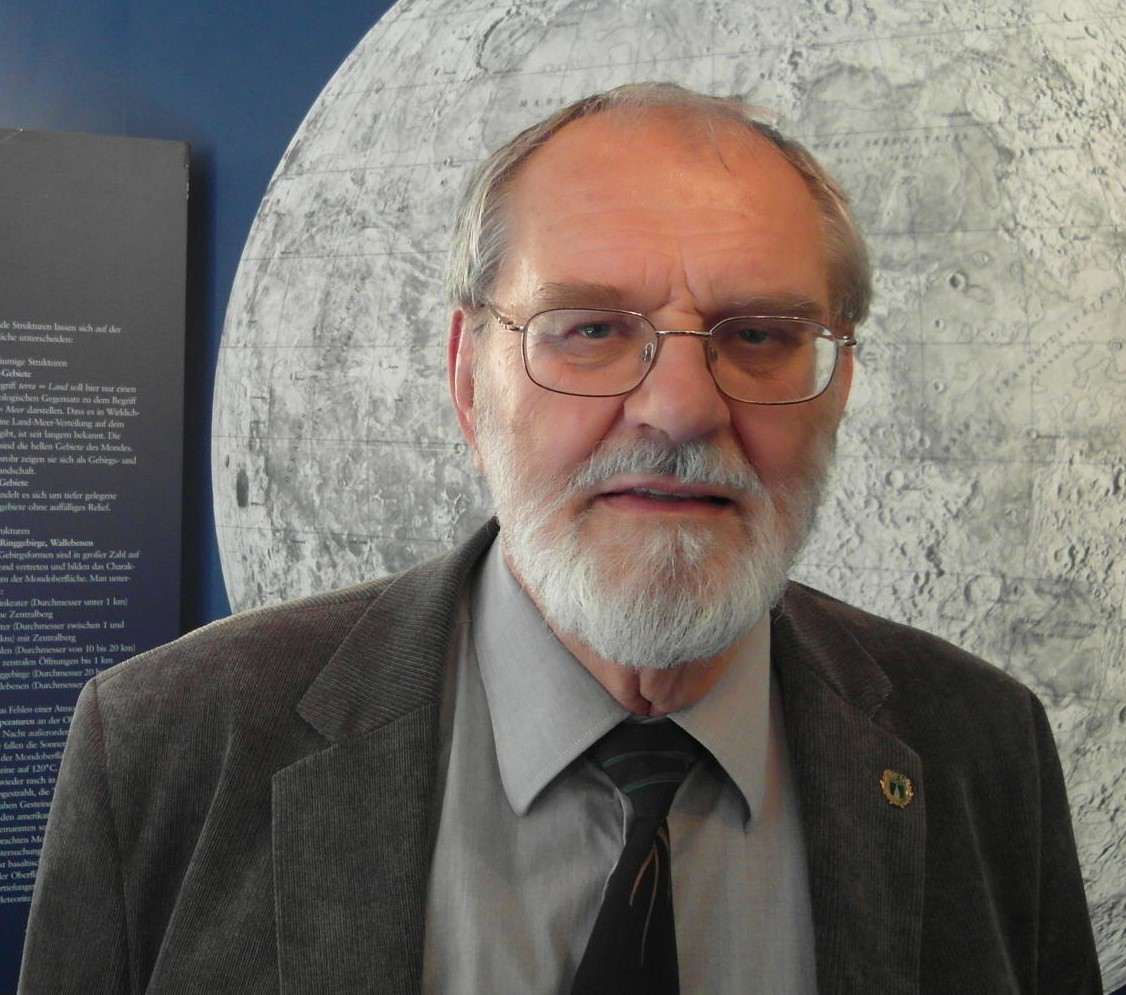
Armin Jähne (2016)

Armin Jähne (* 1. Februar 1941 in Wehrsdorf) ist ein deutscher Althistoriker.

## Leben
Armin Jähne besuchte von 1955 bis 1959 die Goethe-Internatsoberschule in Bischofswerda. Anschließend leistete er von 1959 bis 1961 freiwillig Wehrdienst. Jähne wurde im Anschluss zum Auslandsstudium an die Moskauer Lomonossow-Universität delegiert, wo er von 1961 bis 1966 Alte Geschichte und Osteuropäische Geschichte studierte, genauer die Geschichte Russlands und Südosteuropas, Kunstgeschichte, Archäologie und Ethnographie. Er spezialisierte sich im Fach Alte Geschichte, unter besonderer Berücksichtigung der Zeit des Hellenismus. Zu seinen akademischen Lehrern zählten unter anderem  der Ägyptologe Wsewolod Awdijew, die Archäologen Boris Rybakow und Daniil Awdussin, der Ethnologe Sergei Tokarew, der Kunsthistoriker Dmitri Sarabjanow sowie die Althistoriker Nikolai Pikus und Konstantin Seljin. Daran schloss sich eine mehrjährige Zeit der Aspirantur an selber Stelle an, die 1970 mit der Promotion zum Thema Poleis im Staatsverband der Ptolemäer endete. Zum 1.  Mai 1970 wechselte er als wissenschaftlicher Oberassistent an die Sektion Geschichte der Humboldt-Universität zu Berlin, wo er Leiter des Teilgebietes Alte Geschichte wurde. 1980 folgte die Habilitation (Promotion B) zum Thema Alexandreia in Ägypten, die Erhebung zur ptolemäischen Metropole, die chōra der Stadt und die Ernennung zum Hochschuldozenten im September des Jahres. 1988 wurde er außerordentlicher Professor, bis seine Stelle 1996 gestrichen wurde. Die Leitung des Bereiches Alte Geschichte verlor Jähne schon im Zuge der Neustrukturierung im Zuge der Nachwendezeit der Universität 1992. Im Sommersemester 1992 nahm er einen Lehrauftrag an der Universität Wien wahr. Danach nahm er wiederholt an Ringvorlesungen der Wiener Universität teil. Zum 1. Januar 1997 wurde Jähne aus dem Universitätsdienst entlassen und wandte sich danach verstärkt dem Werk und der Person Heinrich Schliemanns, dem hellenistischen Balkan, der Geschichte Russlands sowie Südosteuropas zu. Seit 1999 bis zu seiner Pensionierung 2006 war Jähne Mitarbeiter in einem von der DFG geförderten Drittmittelprojekt am Winckelmann-Institut der Humboldt-Universität.
Seit 2001 ist Jähne Mitglied der Akademie Leibniz-Sozietät und wirkte hier bis 2019 als Vizepräsident, anschließend erfolgte seine Wahl zum Vorsitzenden der Schiedskommission. 2017 wurde er mit der Daniel-Ernst-Jablonski-Medaille der Leibniz-Sozietät der Wissenschaften zu Berlin ausgezeichnet.
Jähne forscht zur griechischen Polis in hellenistischer Zeit, zu Heinrich Schliemann, dessen Forschungen und zur russischen Beutekunst. Er schreibt Artikel zu historischen Themen für Zeitungen wie Neues Deutschland.

## Ehrungen
- 7. September 2018: Heinrich-Schliemann-Medaille[4]

## Schriften (Auswahl)
- Spartacus, Kampf der Sklaven. Deutscher Verlag der Wissenschaften, Berlin 1986, ISBN 3-326-00069-3.
- Geheimsache Troja. Der Streit um Schliemanns Gold. Militzke Verlag, Leipzig 1998, ISBN 3-86189-112-3.
- Herausgeber: Leibniztag 2004 (= Sitzungsberichte der Leibniz-Sozietät der Wissenschaften zu Berlin, Band 74), trafo Verlag Dr. Wolfgang Weist, Berlin 2004, ISBN 978-3-89626-515-9.
- Herausgeber mit Bärbel Banse: Zeiten & Spuren – Wege. Begegnungen. Rückblicke. Gerhard Banse zum 70. Geburtstag (= Abhandlungen der Leibniz-Sozietät der Wissenschaften zu Berlin, Band 43), trafo Verlagsgruppe Dr. Wolfgang Weist, Berlin 2016, ISBN 978-3-86464-124-4.